# Chambon-Sainte-Croix
Chambon-Sainte-Croix è un comune francese di 91 abitanti situato nel dipartimento della Creuse nella regione della Nuova Aquitania.

## Società

### Evoluzione demografica
Abitanti censiti